# Дюги, Терри
Терри Дюги (англ. Terry Duguid; род. 1950-е, Виннипег) — канадский политик, член Либеральной партии, министр окружающей среды и проблем изменения климата (2025).

## Биография
Сын кёрлингиста Дона Дюги.
Начал политическую карьеру в 1989 году, когда был избран в Городской совет Виннипега, и оставался муниципальным депутатом до 1995 года. В 1995 году выдвинул свою кандидатуру на выборах мэра, но проиграл Сьюзан Томпсон. На время ушёл из политики и возглавил компанию Gateway North International, которая обеспечила переход к новому владельцу порта в городе Черчилл (Манитоба) и ведущей к нему железнодорожной линии. Позднее управлял консалтинговой компанией Sustainable Development International и председательствовал в Комиссии чистой окружающей среды Манитобы (Manitoba’s Clean Environment Commission).
19 октября 2015 года с четвёртой попытки добился успеха на федеральных парламентских выборах — победил с результатом 58 % в округе Южный Виннипег.
20 декабря 2024 года в ходе серии кадровых назначений в правительстве Джастина Трюдо после отставки Христи Фриланд получил портфель министра спорта и получил в своё ведение вопросы экономического развития канадских прерий.
14 марта 2025 года при формировании правительства Карни получил портфель министра окружающей среды.
13 мая 2025 года премьер-министр Марк Карни произвёл по итогам парламентских выборов масштабные перестановки в Кабинете, в результате которых Дюги был исключён из правительства.